# Мураяма, Минору
Минору Мураяма (яп. 村山 実 Мураяма Минору, 10 декабря 1936, Кобе — 22 августа 1998) — японский профессиональный бейсболист, питчер. С 1959 по 1972 год выступал в Японской профессиональной бейсбольной лиге в составе «Тайгерс». Трёхкратный обладатель Награды Эйдзи Савамуры, вручаемой лучшему стартовому питчеру лиги. Самый ценный игрок Центральной лиги по итогам сезона 1962 года. Член Японского зала славы бейсбола с 1993 года.

## Биография

### Ранние годы
Минору Мураяма родился 10 декабря 1936 года в городе Кобе. После окончания старшей школы Сумитомо Индастриал он планировал продолжить образование в Университет Риккё в Токио, известный сильной бейсбольной командой, но получил отказ из-за своего роста (175 см). В результате Минору поступил в Университет Кансай на факультет коммерции. За университетскую команду Мураяма провёл 42 игры с показателем пропускаемости ERA 0,91. Ведомая Мураямой, команда четыре раза выигрывала чемпионат своего региона и стала первым представителем западной Японии, выигравшим национальный студенческий чемпионат. 
После окончания университета Минору отклонил предложение контракта от клуба «Ёмиури Джайентс», несмотря на то, что токийская команда четыре раза повышала сумму предлагаемого бонуса (с 5 до 20 млн иен). Мураяма подписал профессиональный контракт с «Тайгерс», отчасти из-за последствий полученной в университете травмы плеча. Он не был уверен что его спортивная карьера продлится долго и заключил с компанией Hanshin Railway пожизненный контракт, который обеспечивал ему трудоустройство в случае каких-либо проблем со здоровьем.

### Профессиональная карьера
Минору дебютировал за команду 2 марта 1959 года в прощальном матче Фумио Фудзимуры, сыграв два иннинга. Его первая игра в регулярном чемпионате состоялась 14 апреля того же года против «Кокутецу Сваллоус». Мураяма провёл полную игру, позволив соперника выбить всего два хита, и одержал победу над одним из лучших питчеров лиги Масаити Канедой. 21 мая в игре против «Джайентс» он сыграл ноу-хиттер.
25 июня 1959 года началось одно из самых известных противостояний в японском бейсболе — Минору Мураямы и отбивающего «Ёмиури» Сигео Нагасимы. Впервые в истории японского бейсбола игру посетил император. Матч Тайгерс и Джайентс начался в семь часов вечера, а Хирохито должен был покинуть стадион в 21:15. Мураяма вышел на поле внизу седьмого иннинга при равном счёте. Ничейный результат сохранился до второй части девятого иннинга, когда отбивающим в составе «Джайентс» вышел Нагасима. В 21:12 мяч после его удара вылетел за пределы стадиона в левой части поля, принеся «Ёмиури» победу, а императору возможность досмотреть игру до конца. Минору же клялся, что отбитый мяч в полёте пересёк фол-линию и не должен быть засчитан. Уверенность в этом он сохранил на протяжении всей жизни.
Дебютный год Мураяма завершил с 18 победами при 10 поражениях с пропускаемостью 1,19. По итогам чемпионата он получил свой первый Приз Эйдзи Савамуры, но награда Лучшему новичку сезона досталась Такеси Кувате.
В 1962 году «Тайгерс» выиграли чемпионат Центральной лиги, а Минору был признан её Самым ценным игроком. В финале сезона, Японской серии, его команда уступила «Тоеи Флайерс» со счётом 2:4. Мураяма сыграл во всех шести матчах, два из которых завершились его поражениями, во многом из-за слабой игры нападения. После завершения сезона 1962 года его команда в выставочном матче сыграла против представителя МЛБ «Детройт Тайгерс». Минору провёл сухую полную игру и после матча главный тренер соперника Боб Шеффинг пригласил Мураяму следующий сезон провести за них. Питчер в ответ сказал, что не готов покинуть Японию.
Второй раз «Тайгерс» дошли до финала в 1964 году, но снова не смогли переиграть победителя Тихоокеанской лиги «Нанкай Хокс». Минору проиграл все три своих игры в серии. Несмотря на неудачи в решающих играх, он продолжал оставаться одним из доминирующих в лиге питчеров в середине 1960-х годов. Дважды подряд Мураяма получал Приз Савамуры. Только в 1967 году он начал сдавать позиции, страдая от нарушения кровообращения. В основном составе команды место ведущего питчера перешло к Ютаке Энацу. В 1969 году он начал исполнять обязанности тренера питчеров, а годом позже стал играющим главным тренером. Командой Минору руководил до 1972 года, после чего вновь решил сосредоточиться на работе с подающими.
На протяжении своей карьеры он выделялся своей эмоциональностью, удалялся с поля за споры с арбитрами. Свой способ подачи он называл Методом Затопека, в честь чехословацкого легкоатлета Эмиля Затопека, известного своим изнуряющим тренировочным режимом. В своей прощальной игре в карьере, в 1973 году, Мураяма подал три страйк-аута игрокам «Ёмиури Джайентс», используя только один тип подачи — форк-болл. Из-за слёз в глазах Минору не мог увидеть сигналы кэтчера.
В 1980-е Мураяма несколько лет проработал комментатором на телевидении. В 1988 году он снова возглавил «Тайгерс», сменив Ёсио Ёсиду, который в 1985 году выиграл с командой чемпионат, но уже через сезон оказался на последнем месте. Активное продвижение в состав молодых игроков сделало Минору популярным среди болельщиков, но результаты оказались неутешительными. Команда заняла шестое место, а в 1989 году осталась пятой. Тогда же Мураяма перенёс операцию на тазобедренном суставе.
В 1990 году он вернулся к работе на телевидении. В 1993 году его избрали в Японский зал славы бейсбола. Спустя пять лет, в 1998 году, Минору Мураяма умер от рака кишечника.
Минору является прототипом Мицуру Ханагаты, персонажа манги Kyojin no Hoshi. В 2004 году в Амагасаки Мураяме на средства его бывшей школы был установлен памятник.